# Rot-Weiss Essen 1986-1987
Questa voce raccoglie le informazioni riguardanti il Rot-Weiss Essen nelle competizioni ufficiali della stagione 1986-1987.

## Stagione
Nella stagione 1986-1987 il Rot Weiss Essen, allenato da Horst Hrubesch, concluse il campionato di 2. Bundesliga al 10º posto.

## Rosa
| N. |                        | Ruolo | Calciatore       |
| -- | ---------------------- | ----- | ---------------- |
|    | Germania (bandiera)    | P     | Frank Kurth      |
|    | Germania (bandiera)    | P     | Jürgen Welp      |
|    | Germania (bandiera)    | D     | Dieter Bast      |
|    | Ungheria (bandiera)    | D     | Mátyás Jurácsik  |
|    | Germania (bandiera)    | D     | Oliver Koch      |
|    | Germania (bandiera)    | D     | Willi Landgraf   |
|    | Germania (bandiera)    | D     | Uwe Neuhaus      |
|    | Germania (bandiera)    | D     | Uwe Ptok         |
|    | Germania (bandiera)    | D     | Dirk Pusch       |
|    | Germania (bandiera)    | D     | Frank Saborowski |
|    | Paesi Bassi (bandiera) | D     | Tom Sanders      |
|    | Germania (bandiera)    | D     | Peter Stichler   |
|    | Iran (bandiera)        | C     | Reza Ahadi       |
|    | Germania (bandiera)    | C     | Holger Buschmann |

| N. |                     | Ruolo | Calciatore           |
| -- | ------------------- | ----- | -------------------- |
|    | Germania (bandiera) | C     | Dirk Heitkamp        |
|    | Germania (bandiera) | C     | Dirk Helmig          |
|    | Germania (bandiera) | C     | Michael Korb         |
|    | Polonia (bandiera)  | C     | Tadeusz Krafft       |
|    | Germania (bandiera) | C     | Detlef Laibach       |
|    | Germania (bandiera) | C     | Jürgen Röber         |
|    | Germania (bandiera) | C     | Hubert Schmitz       |
|    | Germania (bandiera) | C     | Axel Stephan         |
|    | Germania (bandiera) | A     | Volker Abramczik     |
|    | Germania (bandiera) | A     | Detlef Dezelak       |
|    | Germania (bandiera) | A     | Michael Pröpper      |
|    | Germania (bandiera) | A     | Ralf Regenbogen      |
|    | Germania (bandiera) | A     | Heinz-Dieter Siebers |
|    | Germania (bandiera) | A     | Michael Tönnies      |

## Organigramma societario
Area tecnica
- Allenatore: Horst Hrubesch
- Allenatore in seconda: Peter Neururer
- Preparatore dei portieri:
- Preparatori atletici:

## Calciomercato

### Sessione estiva
| Acquisti | Acquisti         | Acquisti          | Acquisti |
| R.       | Nome             | da                | Modalità |
| -------- | ---------------- | ----------------- | -------- |
| A        | Ralf Regenbogen  | Schalke 04        |          |
| C        | Reza Ahadi       | Esteghlal         |          |
| D        | Dieter Bast      | Bayer Leverkusen  |          |
| C        | Tadeusz Krafft   | Borussia Dortmund |          |
| D        | Uwe Ptok         | DSC Wanne-Eickel  |          |
| C        | Jürgen Röber     | Bayer Leverkusen  |          |
| D        | Frank Saborowski | Duisburg          |          |
| D        | Peter Stichler   | Kickers Stoccarda |          |
| P        | Jürgen Welp      | Eintracht Heessen |          |

| Cessioni | Cessioni | Cessioni | Cessioni |
| R.       | Nome     | a        | Modalità |
| -------- | -------- | -------- | -------- |

### Sessione invernale
| Acquisti | Acquisti | Acquisti | Acquisti |
| R.       | Nome     | da       | Modalità |
| -------- | -------- | -------- | -------- |

| Cessioni | Cessioni | Cessioni | Cessioni |
| R.       | Nome     | a        | Modalità |
| -------- | -------- | -------- | -------- |

## Risultati

### 2. Bundesliga

#### Girone di andata
| Arbitro: | Werner |

|                              |           |  |
| Abramczik 42’ Baranowski 78’ | Marcatori |  |

| Arbitro: | Kriegelstein |

|                          |           |                                |
| Heitkamp 40’, 77’ (rig.) | Marcatori | 25’ Kohnle 64’ Simon 90’ Todzi |

| Arbitro: | Heitmann |

|                          |           |                        |
| Schmidt 27’ Neukirch 53’ | Marcatori | 45’ Abramczik 83’ Ptok |

| Arbitro: | Correll |

|                                     |           |                                 |
| Pröpper 68’ Stephan 70’ Sanders 82’ | Marcatori | 47’ Aussem 62’ Helmes 65’ Lemke |

| Arbitro: | Reinstädtler |

|                        |           |              |
| Fruck 19’ Frömberg 71’ | Marcatori | 53’ Heitkamp |

| Arbitro: | Föckler |

|             |           |                 |
| Stephan 78’ | Marcatori | 71’ Buchheister |

| Arbitro: | Bruch |

|                               |           |                     |
| Meisel 42’ Hauck 75’ Sané 85’ | Marcatori | 51’ (rig.) Heitkamp |

| Arbitro: | Malbranc |

|  |           |            |
|  | Marcatori | 78’ Haucke |

| Arbitro: | Steinborn |

|             |           |             |
| Schacht 28’ | Marcatori | 18’ Dezelak |

| Arbitro: | Steffens |

|                                                 |           |            |
| Dezelak 45’, 53’, 90’ Stichler 81’ Jurácsik 83’ | Marcatori | 69’ Knecht |

| Arbitro: | Wiesel |

|                                               |           |  |
| Trares 9’ Bernecker 42’ Herbst 63’ Glaser 74’ | Marcatori |  |

| Arbitro: | Schäfer |

|                                                   |           |  |
| Stichler 46’ Dezelak 59’ Heitkamp 87’ Pröpper 89’ | Marcatori |  |

| Arbitro: | Richmann |

|                       |           |  |
| Laibach 71’ Ahadi 87’ | Marcatori |  |

| Arbitro: | Diekert |

|                                           |           |                           |
| Surmann 11’ Reich 27’ (rig.) Hartmann 60’ | Marcatori | 49’ Abramczik 76’ Dezelak |

| Arbitro: | Kasper |

|                           |           |              |
| Abramczik 4’ Heitkamp 12’ | Marcatori | 19’ Harforth |

| Arbitro: | Correll |

|                                                       |           |               |
| Berge 8’ Fuhl 59’ Brace 62’ Schneider 70’ Demange 89’ | Marcatori | 54’ Abramczik |

| Arbitro: | Boos |

|                                              |           |                          |
| Regenbogen 21’ Buschmann 54’ Bast 83’ (rig.) | Marcatori | 38’ Rolshausen 78’ Augst |

| Arbitro: | Birlenbach |

|                    |           |                  |
| Linz 75’ Glöde 86’ | Marcatori | 20’, 53’ Dezelak |

| Arbitro: | Bodmer |

|                            |           |                    |
| Stichler 37’ Abramczik 38’ | Marcatori | 89’ (rig.) Kmiecik |

#### Girone di ritorno
| Arbitro: | Steinborn |

|                                                   |           |            |
| Stichler 56’ Heitkamp 72’ (rig.) Gothe 90’ (aut.) | Marcatori | 60’ Krella |

| Arbitro: | Jupe |

|  |           |            |
|  | Marcatori | 43’ Helmig |

| Arbitro: | Löwer |

|                                                    |           |             |
| Pröpper 43’ Heitkamp 51’ (rig.), 88’ Abramczik 76’ | Marcatori | 42’ Rombach |

| Arbitro: | Kriegelstein |

|                        |           |                                    |
| Helmes 31’, 43’ (rig.) | Marcatori | 54’ (rig.) Heitkamp 72’ Regenbogen |

| Arbitro: | Rubel |

|                              |           |                |
| Heitkamp 2’, 49’ (rig.), 64’ | Marcatori | 21’ Tschiskale |

| Arbitro: | Bauer |

|                              |           |  |
| Buchheister 5’ Ellmerich 11’ | Marcatori |  |

| Arbitro: | Müller |

|                                       |           |  |
| Abramczik 3’ Pröpper 36’ Heitkamp 43’ | Marcatori |  |

| Aquisgrana 4 aprile 1987, ore 15:00 CEST 27ª giornata | Alemannia Aquisgrana | 0 – 0 referto | Rot-Weiss Essen | Stadio Tivoli (8 000 spett.)\| Arbitro: \| Diekert \| |
| Arbitro:                                              | Diekert              |               |                 |                                                       |

| Arbitro: | Correll |

|                             |           |  |
| Stichler 28’ Regenbogen 61’ | Marcatori |  |

| Arbitro: | Theobald |

|                     |           |                          |
| Knecht 17’ Friz 70’ | Marcatori | 76’ Dezelak 89’ Stichler |

| Arbitro: | Retzmann |

|              |           |                                        |
| Stichler 69’ | Marcatori | 56’, 64’ Künast 87’ Šalov 89’ Labbadia |

| Arbitro: | Kröger |

|           |           |                     |
| Klaus 77’ | Marcatori | 57’ (rig.) Stichler |

| Arbitro: | Harder |

|         |           |                            |
| Dum 16’ | Marcatori | 88’ Regenbogen 90’ Laibach |

| Arbitro: | Neuner |

|                                     |           |                                          |
| Helmig 67’, 78’ Heitkamp 76’ (rig.) | Marcatori | 12’ Reich 32’, 49’ Hartmann 62’ Hellberg |

| Arbitro: | Schmidhuber |

|                                        |           |  |
| Harforth 13’ Schütterle 20’ Bogdan 37’ | Marcatori |  |

| Arbitro: | Krug |

|                                             |           |  |
| Laibach 5’, 32’ Heitkamp 51’ Regenbogen 70’ | Marcatori |  |

| Arbitro: | Bodmer |

|                     |           |                          |
| Ali-Doosti 33’, 72’ | Marcatori | 19’ Laibach 58’ Heitkamp |

| Arbitro: | Theobald |

|                                  |           |                                                  |
| Helmig 1’ Pröpper 4’ Laibach 17’ | Marcatori | 16’, 71’ Glöde 46’ Metschies 55’ Jursch 88’ Linz |

| Arbitro: | Retzmann |

|                                  |           |  |
| Kmiecik 17’ Hein 27’ Vollmer 85’ | Marcatori |  |

## Statistiche

### Statistiche di squadra
| Competizione  | Punti | In casa | In casa | In casa | In casa | In casa | In casa | In trasferta | In trasferta | In trasferta | In trasferta | In trasferta | In trasferta | Totale | Totale | Totale | Totale | Totale | Totale | DR |
| Competizione  | Punti | G       | V       | N       | P       | Gf      | Gs      | G            | V            | N            | P            | Gf           | Gs           | G      | V      | N      | P      | Gf     | Gs     | DR |
| ------------- | ----- | ------- | ------- | ------- | ------- | ------- | ------- | ------------ | ------------ | ------------ | ------------ | ------------ | ------------ | ------ | ------ | ------ | ------ | ------ | ------ | -- |
| 2. Bundesliga | 38    | 19      | 12      | 2       | 5       | 50      | 29      | 19           | 2            | 8            | 9            | 20           | 40           | 38     | 14     | 10     | 14     | 70     | 69     | +1 |
| Totale        | 38    | 19      | 12      | 2       | 5       | 50      | 29      | 19           | 2            | 8            | 9            | 20           | 40           | 38     | 14     | 10     | 14     | 70     | 69     | +1 |

### Andamento in campionato
| Giornata  | 1  | 2  | 3  | 4  | 5  | 6  | 7  | 8  | 9  | 10 | 11 | 12 | 13 | 14 | 15 | 16 | 17 | 18 | 19 | 20 | 21 | 22 | 23 | 24 | 25 | 26 | 27 | 28 | 29 | 30 | 31 | 32 | 33 | 34 | 35 | 36 | 37 | 38 |
| --------- | -- | -- | -- | -- | -- | -- | -- | -- | -- | -- | -- | -- | -- | -- | -- | -- | -- | -- | -- | -- | -- | -- | -- | -- | -- | -- | -- | -- | -- | -- | -- | -- | -- | -- | -- | -- | -- | -- |
| Luogo     | T  | C  | T  | C  | T  | C  | T  | C  | T  | C  | T  | C  | C  | T  | C  | T  | C  | T  | C  | C  | T  | C  | T  | C  | T  | C  | T  | C  | T  | C  | T  | T  | C  | T  | C  | T  | C  | T  |
| Risultato | P  | P  | N  | N  | P  | N  | P  | P  | N  | V  | P  | V  | V  | P  | V  | P  | V  | N  | V  | V  | V  | V  | N  | V  | P  | V  | N  | V  | N  | P  | N  | V  | P  | P  | V  | N  | P  | P  |
| Posizione | 17 | 18 | 17 | 19 | 19 | 18 | 18 | 18 | 18 | 18 | 18 | 17 | 17 | 17 | 15 | 15 | 15 | 14 | 13 | 11 | 9  | 7  | 9  | 7  | 9  | 7  | 7  | 7  | 7  | 8  | 8  | 8  | 9  | 9  | 9  | 8  | 9  | 10 |

Legenda:

Luogo: C = Casa; T = Trasferta. Risultato: V = Vittoria; N = Pareggio; P = Sconfitta.

### Statistiche dei giocatori
| V. Abramczik  | 24 | 7  | 1 | 0 |
| R. Ahadi      | 8  | 1  | 1 | 0 |
| D. Bast       | 33 | 1  | 8 | 0 |
| H. Buschmann  | 16 | 1  | 1 | 0 |
| D. Dezelak    | 27 | 9  | 4 | 0 |
| D. Heitkamp   | 33 | 17 | 7 | 0 |
| D. Helmig     | 21 | 4  | 3 | 0 |
| M. Jurácsik   | 13 | 1  | 3 | 0 |
| O. Koch       | 35 | 0  | 6 | 0 |
| M. Korb       | 0  | 0  | 0 | 0 |
| T. Krafft     | 5  | 0  | 1 | 0 |
| F. Kurth      | 38 | 0  | 1 | 0 |
| D. Laibach    | 29 | 6  | 0 | 0 |
| W. Landgraf   | 3  | 0  | 0 | 0 |
| U. Neuhaus    | 5  | 0  | 1 | 0 |
| M. Pröpper    | 35 | 5  | 3 | 0 |
| U. Ptok       | 10 | 1  | 1 | 2 |
| D. Pusch      | 35 | 0  | 7 | 0 |
| R. Regenbogen | 21 | 5  | 2 | 0 |
| J. Röber      | 0  | 0  | 0 | 0 |
| F. Saborowski | 12 | 0  | 1 | 0 |
| T. Sanders    | 3  | 1  | 0 | 0 |
| H. Schmitz    | 33 | 0  | 3 | 0 |
| H. Siebers    | 5  | 0  | 0 | 0 |
| A. Stephan    | 8  | 2  | 1 | 0 |
| P. Stichler   | 25 | 8  | 7 | 0 |
| M. Tönnies    | 4  | 0  | 0 | 0 |
| J. Welp       | 1  | 0  | 0 | 0 |